# Persone di nome Richard/Politici
| Questa pagina contiene informazioni ricavate automaticamente dalle voci biografiche con l'ausilio del template Bio e di un bot. L'aggiornamento è periodico e automatico e ricostruisce completamente la pagina. Se manca una persona in questa lista, sei pregato di non aggiungerla, ma accertati piuttosto che la sua voce biografica contenga il template Bio e che i dati anagrafici siano correttamente compilati. Se il template Bio manca, inseriscilo tu stesso o, in alternativa, metti l'avviso {{tmp\|Bio}} che ne segnala la mancanza. Se i dati riportati sono sbagliati, correggi direttamente la voce biografica; le modifiche saranno visibili in questa lista entro pochi giorni. Per chiarimenti vedi il progetto antroponimi. La lista contiene solo le 107 persone che sono citate nell'enciclopedia e per le quali è stato implementato correttamente il template Bio. Pagina aggiornata al 6 ago 2025. |

Questa è una lista di persone presenti nell'enciclopedia che hanno il nome Richard e sono politici.

## A(3)
- Rick Allen, politico statunitense (Augusta, n. 1951)
- Dick Anderson, politico e ex giocatore di football americano statunitense (Midland, n. 1946)
- Dick Armey, politico statunitense (Cando, n. 1940)

## B(16)
- Richard Baker, politico statunitense (New Orleans, n. 1948)
- Richard Bassett, politico e avvocato statunitense (Contea di Cecil, n. 1745 - Contea di Kent, † 1815)
- Richard Belcredi, politico austriaco (Jimramov, n. 1823 - Gmunden, † 1902)
- Richard Bedford Bennett, politico canadese (Hopewell Hill, n. 1870 - Mickleham, † 1947)
- Rick Berg, politico statunitense (Maddock, n. 1959)
- Richard Bertie, politico inglese (Portsmouth, n. 1516 - Bourne, † 1582)
- Richard Bienert, politico cecoslovacco (Praga, n. 1881 - Praga, † 1949)
- Richard von Bienerth-Schmerling, politico austriaco (Verona, n. 1863 - Vienna, † 1918)
- Richard Bingham, politico irlandese (n. 1764 - Knightsbridge, † 1839)
- Richard Blumenthal, politico e avvocato statunitense (New York, n. 1946)
- Richard Southwell Bourke, VI conte di Mayo, politico britannico (Dublino, n. 1822 - Port Blair, † 1872)
- Richard Boyle, IX conte di Cork, politico irlandese (Dublino, n. 1829 - Londra, † 1904)
- Richard Bryan, politico e avvocato statunitense (Washington, n. 1937)
- Richard Burdon Haldane, politico, avvocato e filosofo britannico (Edimburgo, n. 1856 - Auchterarder, † 1928)
- Richard Burke, politico irlandese (New York, n. 1932 - † 2016)
- Richard Burr, politico statunitense (Charlottesville, n. 1955)

## C(12)
- Richard K. Call, politico e generale statunitense (Pittsfield, n. 1792 - Tallahassee, † 1862)
- Richard Casey, politico australiano (Brisbane, n. 1890 - Berwick, † 1976)
- Richard Caswell, politico e avvocato statunitense (n. 1729 - † 1789)
- Dick Cheney, politico statunitense (Lincoln, n. 1941)
- Richard Claverhouse Jebb, politico e traduttore scozzese (Dundee, n. 1841 - Londra, † 1905)
- Richard Cobden, politico e economista britannico (Midhurst, n. 1804 - † 1865)
- Richard Codey, politico statunitense (Orange, n. 1946)
- Richard Coote, I conte di Bellomont, politico irlandese (Irlanda, n. 1636 - New York, † 1701)
- Richard Corbett, politico britannico (Southport, n. 1955)
- Richard Nikolaus di Coudenhove-Kalergi, politico e filosofo austriaco (Tokyo, n. 1894 - Schruns, † 1972)
- Stafford Cripps, politico inglese (Londra, n. 1889 - Zurigo, † 1952)
- Richard Cromwell, politico inglese (Huntingdon, n. 1626 - Cheshunt, † 1712)

## D(5)
- Richard J. Daley, politico statunitense (Chicago, n. 1902 - Chicago, † 1976)
- Richard Walther Darré, politico e generale tedesco (Buenos Aires, n. 1895 - Monaco di Baviera, † 1953)
- Mike DeWine, politico statunitense (Yellow Springs, n. 1947)
- Richard Di Natale, politico australiano (Melbourne, n. 1970)
- Dick Durbin, politico statunitense (East St. Louis, n. 1944)

## E(1)
- Richard Edgcumbe, politico inglese (n. 1680 - † 1758)

## F(1)
- Richard Ferrand, politico francese (Rodez, n. 1962)

## G(3)
- Dick Gephardt, politico e avvocato statunitense (Saint Louis, n. 1941)
- Richard Grenville-Temple, II conte Temple, politico britannico (Wotton Underwood, n. 1711 - Londra, † 1779)
- Richard Grey, politico inglese (n. 1457 - Pontefract, † 1483)

## H(11)
- Richard Hanna, politico statunitense (Utica, n. 1951 - † 2020)
- Doc Hastings, politico statunitense (Spokane, n. 1941)
- Richard Hawes, politico statunitense (Bowling Green, n. 1797 - Paris, † 1877)
- Richard Head, I baronetto, politico inglese (n. 1609 - † 1689)
- Richard Hildebrandt, politico e generale tedesco (Worms, n. 1897 - Bydgoszcz, † 1951)
- Rick Hill, politico statunitense (Grand Rapids, n. 1946)
- Geoffrey Howe, politico britannico (Port Talbot, n. 1926 - Warwickshire, † 2015)
- Richard Howell, politico statunitense (Newark, n. 1754 - Trenton, † 1802)
- Richard Howitt, politico britannico (Reading, n. 1961)
- Richard Howly, politico statunitense (Contea di Liberty, n. 1740 - Savannah, † 1784)
- Richard Hudson, politico statunitense (Franklin, n. 1971)

## J(2)
- Richard Gordon, politico e giornalista filippino (Castillejos, n. 1945)
- Richard Mentor Johnson, politico statunitense (Filadelfia, n. 1780 - Filadelfia, † 1850)

## K(2)
- Ric Keller, politico statunitense (Johnson City, n. 1964)
- Richard Kleindienst, politico e avvocato statunitense (Winslow, n. 1923 - Prescott, † 2000)

## L(7)
- Rick Larsen, politico statunitense (Arlington, n. 1965)
- Richard Trench, politico inglese (n. 1767 - Kinnegad, † 1837)
- Richard Henry Lee, politico statunitense (Stratford Hall Plantation, n. 1732 - Chantilly, † 1794)
- Richard Luce, barone Luce, politico inglese (Westminster, n. 1936)
- Dick Lugar, politico statunitense (Indianapolis, n. 1932 - Annandale, † 2019)
- Richard Lumley, II conte di Scarbrough, politico inglese (n. 1686 - † 1740)
- Richard Lumley, I conte di Scarbrough, politico e militare inglese (n. 1650 - Londra, † 1721)

## M(3)
- Richard Martin, politico inglese (Otterton, n. 1570 - Londra, † 1618)
- Rich McCormick, politico statunitense (Las Vegas, n. 1968)
- Richard Musgrave, III baronetto di Tourin, politico irlandese (n. 1790 - † 1859)

## N(4)
- Richard Neal, politico statunitense (Worcester, n. 1949)
- Richard Nixon, politico statunitense (Yorba Linda, n. 1913 - New York, † 1994)
- Rick Nolan, politico statunitense (Brainerd, n. 1943 - Nisswa, † 2024)
- Rich Nugent, politico statunitense (Chicago, n. 1951)

## O(3)
- Richard James Oglesby, politico e generale statunitense (Floydsburg, n. 1824 - Elkhart, † 1899)
- Richard Olney, politico statunitense (Oxford, n. 1835 - Boston, † 1917)
- Richard Onslow, I barone Onslow, politico inglese (n. 1654 - † 1717)

## R(6)
- Richard Ratsimandrava, politico e militare malgascio (Antananarivo, n. 1931 - Antananarivo, † 1975)
- Richard Reading, politico statunitense (Detroit, n. 1882 - Brighton, † 1952)
- Richard Riley, politico statunitense (Greenville, n. 1933)
- Richard Rosser, politico e sindacalista britannico (Northwood, n. 1944 - Londra, † 2024)
- Richard Rush, politico statunitense (Filadelfia, n. 1780 - Filadelfia, † 1859)
- Richard B. Russell, politico statunitense (Winder, n. 1897 - Washington, † 1971)

## S(15)
- Rick Santorum, politico statunitense (Winchester, n. 1958)
- Richard Scheringer, politico e militare tedesco (Aquisgrana, n. 1904 - Amburgo, † 1986)
- Dick Schulze, politico statunitense (Filadelfia, n. 1929)
- Rick Scott, politico, imprenditore e avvocato statunitense (Bloomington, n. 1952)
- Richard Seddon, politico neozelandese (Eccleston, n. 1845 - Mar di Tasman, † 1906)
- Richard Seeber, politico austriaco (Innsbruck, n. 1962)
- Richard Shelby, politico e avvocato statunitense (Birmingham, n. 1934)
- Richard Brinsley Sheridan, politico, commediografo e direttore teatrale irlandese (Dublino, n. 1751 - Londra, † 1816)
- Richard A. Snelling, politico statunitense (Allentown, n. 1927 - Shelburne, † 1991)
- Rick Snyder, politico statunitense (Battle Creek, n. 1958)
- Richard V. Spencer, politico e militare statunitense (Waterbury, n. 1954)
- Dick Spring, politico irlandese (Tralee, n. 1950)
- Richard H. Stallings, politico statunitense (Ogden, n. 1940)
- Richard Stücklen, politico tedesco (Heideck, n. 1916 - Weißenburg in Bayern, † 2002)
- Richard Swett, politico statunitense (Bryn Mawr, n. 1957)

## T(6)
- Richard Taylor, politico e generale statunitense (Springfield, n. 1826 - New York, † 1879)
- Richard Temple-Nugent-Brydges-Chandos-Grenville, I duca di Buckingham e Chandos, politico britannico (Londra, n. 1776 - Stowe, † 1839)
- Richard Temple-Nugent-Brydges-Chandos-Grenville, II duca di Buckingham e Chandos, politico britannico (Stowe, n. 1797 - Paddington, † 1861)
- Richard Theiner, politico italiano (Malles Venosta, n. 1958)
- Dick Thornburgh, politico e avvocato statunitense (Pittsburgh, n. 1932 - Verona, † 2020)
- Richard A. Tonry, politico statunitense (New Orleans, n. 1935 - Lumberton, † 2012)

## V(1)
- Richard Varick, politico e avvocato statunitense (Hackensack, n. 1753 - Jersey City, † 1831)

## W(5)
- Richard von Weizsäcker, politico tedesco (Stoccarda, n. 1920 - Berlino, † 2015)
- Richard Weston, I conte di Portland, politico britannico (n. 1577)
- Rick White, politico e avvocato statunitense (Bloomington, n. 1953)
- Richard Whittington, politico e mercante inglese (Pauntley - Londra, † 1423)
- Richard Wigginton Thompson, politico statunitense (Contea di Culpeper, n. 1809 - Terre Haute, † 1900)

## Z(1)
- Dick Zimmer, politico statunitense (Newark, n. 1944)